# ブックローン
ブックローン株式会社は、兵庫県神戸市にある児童書籍・知育玩具の製造メーカー。

## 概要

### 所在地
- 本社：〒652-0846 兵庫県神戸市兵庫区出在家町2丁目2番20号

### 代表者
- 代表取締役：工藤健一（2019年7月1日時点）

## ブックローンの歴史
1965年（昭和40年）6月、キクヤ図書販売社長の工藤淳によって設立。当時の社名は関西ブックローン株式会社（かんさいブックローン）で、工藤が同社社長も兼務した。
かつては出版物割販においては図書月販と並ぶ最大手の会社で、日本各地に100店舗を超える支店・営業所を開設しての訪問販売を展開。3,000人の営業員が在籍し、営業員登録者は主婦層を中心に延べ5万人にのぼった。
その後は、グループ会社のキクヤ図書販売やBL出版などが中心になって市販展開している。

## 主要商品
- チャイクロ（絵本仕立ての知育書籍。12巻セット）
- リブロック（ABS樹脂製のブロック玩具セット）

## 広報活動
1970年代から1990年代にかけてTBS系『JNNニュース』（昼・隔日）やフジテレビ系『ひらけ!ポンキッキ』のスポンサーを務めるなど、積極的な広報活動を展開した。
講談社百科事典のCMには高島忠夫を、自社最大のヒット商品である「チャイクロ」最初のCMには小鳩くるみを、1984年（昭和59年）に発売された「ぺんたくん」のCMには幼少期の間下このみを起用。このほか、司葉子、浜村淳、岡田眞澄も起用していた。ナレーターははせさん治が務めた。「リブロック」のCMソングは、1990年（平成2年）まで西田敏行が担当した。

## 関連会社
- ジュンク堂書店
- キクヤ図書販売
- BL出版